# Ecaterina Frederica de Württemberg
Prințesa Ecaterina Frederica Charlotte de Württemberg (24 august 1821 – 6 decembrie 1898) a fost fiica regelui Wilhelm I de Württemberg și a Paulinei Therese de Württemberg. A fost mama regelui Wilhelm al II-lea de Württemberg.

## Familie
Ecaterina a fost cel mai mare copil dintre cei trei ai regelui Wilhelm I de Württemberg și ai celei de-a treia soții, Pauline Therese de Württemberg. Ceilalți frați ai ei au fost: regele Carol de Württemberg și Prințesa Augusta de Württemberg. De asemenea, ea a avut două surori vitrege din căsătoria anterioară a tatălui ei cu Marea Ducesă Ecaterina Pavlovna a Rusiei: Maria și Sofia, viitoare regină a Țărilor de Jos.
Bunicii paterni ai Ecaterinei au fost regele Frederic I de Württemberg și Augusta de Brunswick. Bunicii materni au fost Louis de Württemberg și Prințesa Henriette de Nassau-Weilburg.

## Căsătorie
La 20 noiembrie 1845, Ecaterina s-a căsătorit cu vărul ei, Prințul Frederic de Württemberg. El era fiul Prințului Paul de Württemberg și a Prințesei Charlotte de Saxa-Hildburghausen. Căsătoria a fost menită să consolideze legăturile dintre ramura principală a familiei Württemberg și posibilul moștenitor la tron. Ei au avut un fiu care va reuși în cele din urmă să-i succeadă fratele ei (fără moștenitori) ca rege al Württemberg:
- Wilhelm al II-lea de Württemberg (25 februarie 1848 – 2 octombrie 1921)

## Ultimii ani
Frederic a murit în 1870. În anii 1880, Ecaterina a fost descrisă ca fiind "văduvă în vârstă corpolentă, austeră...care are o față roșie, bărbătească și care se îmbracă în mod obișnuit în violet și mov". Ea a locuit în mod frecvent la vila Seefeld situată în Elveția. Aici ea a fost vecină cu rudele ei, familia Teck, care a inclus-o și pe viitoarea regină Mary a Regatului Unit. Ecaterina a murit la 28 ani după soțul ei, la 6 decembrie 1898, la Stuttgart, locul nașterii sale.